# Regeringspartij
Een regeringspartij, ook wel coalitiepartij genoemd in een meerpartijenregering, is een politieke partij die op het moment waarop deze zo genoemd wordt, onderdeel uitmaakt van de regering. In de praktijk betekent dit dat er ministers in deze regering zitten die lid zijn van de betreffende partij, en dat in het parlement deze partij op hoofdlijnen het door de regering gevoerde beleid ondersteunt. 

## Nederland
In de praktijk van de Nederlandse politiek is er nooit een partij die een absolute parlementaire meerderheid behaalt, en zullen er dus om een kabinet de benodigde steun van een kamermeerderheid te verschaffen, altijd minstens twee regeringspartijen zijn. De regeringspartijen tezamen vormen een coalitie.